# 1934-es magyar férfi kosárlabda-bajnokság
Az 1934-es magyar férfi kosárlabda-bajnokság a második magyar kosárlabda-bajnokság volt. Hét csapat indult el, a csapatok egy kört játszottak. Azonos pontszám esetén a gólarány döntött.

## Tabella
| #  | Csapat                  | M | Gy | V | K+  | K-  | P  | Megjegyzés          |
| -- | ----------------------- | - | -- | - | --- | --- | -- | ------------------- |
| 1. | BSzKRt SE               | 6 | 6  | 0 | 171 | 74  | 12 |                     |
| 2. | BBTE                    | 6 | 5  | 1 | 198 | 127 | 10 |                     |
| 3. | Közgazdasági Egyetem AC | 6 | 3  | 3 | 155 | 115 | 6  |                     |
| 4. | MAFC                    | 6 | 3  | 3 | 72  | 107 | 6  | 1 meccset lemondott |
| 5. | Elektromos TE           | 6 | 2  | 4 | 59  | 49  | 4  | 3 meccset lemondott |
| 6. | Vívó és Atlétikai Club  | 6 | 2  | 4 | 105 | 158 | 4  |                     |
| 7. | Vasas SC                | 6 | 0  | 6 | 68  | 198 | 0  | 2 meccset lemondott |

* M: Mérkőzés Gy: Győzelem V: Vereség K+: Dobott kosár K-: Kapott kosár P: Pont